# Protein trung chuyển cholesterylester
Protein trung chuyển Cholesteryl ester (CETP), hay còn gọi là protein trung chuyển lipid máu, là một protein huyết tương tạo điều kiện cho sự vận chuyển các cholesteryl ester và các triglyceride giữa các lipoprotein. Nó lấy các triglyceride từ các lipoprotein tỉ trọng thấp (LDL) hay cực thấp (VLDL) và trao đổi chúng với các cholesteryl ester từ các lipoprotein tỉ trọng cao (HDL), và ngược lại. Trong đa số các trường hợp thì CETP thực hiện một trao đổi chéo, đổi một triglyceride lấy một cholesteryl ester hay một cholesteryl ester lấy một triglyceride.

## Di truyền học
Gen CETP nằm ở nhiễm sắc thể thứ 16 (16q21).

## Bản đồ lộ trình tương tác
Bản mẫu:StatinPathway WP430